# آن کورتیز
آن کورتیز (به انگلیسی: Ann Curtis) (زادهٔ ۶ مارس ۱۹۲۶) شناگر اهل ایالات متحده آمریکا است.